# ヤマブドウ
ヤマブドウ（山葡萄、学名: Vitis coignetiae）は、ブドウ科ブドウ属のつる性落葉低木樹である。野生ブドウの代表格として知られる。果実は小粒で生食されてきたが、近年、ワイン、ジャム、ジュースの原料として活用する動きがある。従来、野山で自生しているものを収穫して利用していたが、岩手県など圃場での栽培を始める地域がみられ始めた。
日本語古語ではエビカズラと言い、日本の伝統色で山葡萄の果実のような赤紫色を葡萄色（えびいろ） と呼ぶのはこれに由来している（正確な色などについては当該項目を参照のこと）。

## 名称
和名「ヤマブドウ」は山葡萄の意味で、中国大陸から日本に伝わったブドウ（葡萄）の語源は中国音のブータオ、さらに古代ペルシア語の Buddaw の古代中国における当て字からきているといわれる。別名や地方名で、オオエビヅル、サナヅラ、ヤマブンドなどとよばれている。古くは、ヤマエビ、エビカズラ、オオエビ、ツルエビなどとよばれ、ブドウ渡来以前のヤマブドウの呼び名とされる。「エビ」は葡萄の古語とされる。
ヤマブドウは、東アジア北東部に分布するチョウセンヤマブドウ（別名マンシュウヤマブドウ、学名: Vitis amurensis）の変種であるとする分類上の意見もある。

## 分布・生育地
冷涼地に自生する野生種で、樺太（サハリン）、南千島、日本の北海道・本州・四国、および韓国の鬱陵島に分布する。山地の林縁や沢沿いに自生する。寒い地方に多く、ブドウより耐寒性は強い。

## 特徴
落葉つる性の木本。随は褐色で、若い枝や葉にはくも毛がある。太い蔓（つる）で他の樹木に絡みつき、葉の反対側から対生して伸びる巻きひげで、他の植物に巻き付きながら高く伸びて、覆い隠すほど生長する。樹皮は暗紫褐色で、縦に長く裂けて剥がれる。若い枝には綿状の毛がまばらに生えている。
葉は長い柄がついて互生し、大型で10 - 30 cm大の柄元に窪みのある五角形様の円形やハート形。葉身は浅く3 - 5裂して先は尖り、基部は心形。若いときの葉の表面にクモ状の毛があり、果期のころ葉裏面に茶褐色の毛が密に生える。秋には濃い赤色から橙色に紅葉し、時が経つと黒っぽく変色する。ブドウ科のなかで最も葉が大きいため、紅葉も他の木々より早く色づくことからよく目立つ。
花期は初夏（6 - 7月ごろ）。花は葉に対生する円錐花序を出して、黄緑色の小花が多数つく。萼（がく）は輪形で、花弁および雄しべは5つ、雌しべは1つからなる。雌雄異株で、雌しべは健全であるが、発芽能力のない花粉しか持たない雄しべを有する雌花（正確には機能的雌花）しか咲かない雌株と発芽能力のある花粉を持つ雄しべは有するが、雌しべの柱頭および花柱が退化しているため、受粉・受精ができない雄花（正確には機能的雄花）しか咲かない雄株に分かれる。
果期は10月ごろ。果実は液果で、雌株のみに着生し、雄株は花粉提供のみである。マスカットなどの栽培品種と違って、1樹だけでは果実が成らない。そのため、雌木と雄木を混植する必要がある。雌花の花粉は空虚花粉ではなく、細胞質が詰まっており核も存在するが、発芽溝がないために花粉発芽ができない。そのため、訪花昆虫は雌花の蜜のみではなく花粉を食べるために訪花する。また、雄花の退化した子房内には胚珠が存在し、開花の2週間前くらいに植物ホルモン処理をすると、退化雌蕊が発達して両全花（両性花）になり、自家受粉して種子が得られることが知られている。
果実は直径8 - 10ミリメートル (mm) ほどの球形で房状に下がり、未熟果は緑色であるが秋に熟して黒紫色になる。甘酸っぱく、生食でき、一般のブドウに比べると種子は大きく、酸味が強いが霜に当たるころには甘くなり、クマが好んで食べる。品質は安定しないが、日本の在来種として見直す動きがある。
冬芽は互生し、暗褐色で無毛の芽鱗に覆われた円錐形で、芽鱗が破れると中から褐色の毛見える。葉痕は半円形で、維管束痕は不明瞭。
変種に、葉の裏面が無毛に近いタケシマヤマブドウ Vitis coignetiae var. glabrescens がある。
|  |  |

## 利用
日本では近年、ワインの原料としても注目されており、他種との交雑など品種改良の動きも見られる。また、韓国の全羅北道では製品化されている。

### 食用
果実は生食のほか、ジャム、ジュースなどに利用される。また、実を乾燥させ、ドライフルーツ（干し山葡萄）としても食される。ヤマブドウを原料にしてワインを醸造する。北海道十勝地域の池田町では、1963年、果実酒試験醸造免許を取得し、翌年、ヤマブドウを原料とした「十勝アイヌ山葡萄酒」を醸造、第4回国際ワインコンペティションにて銀賞が授与された。これをきっかけに、山形県、岩手県、岡山県など日本各地でもヤマブドウによるワイン醸造が行われている。
また、一部地域では新芽を山菜としても用いる。若芽やつる先は4 - 7月ごろが採取の適期とされ、生で天ぷらに、茹でて和え物や煮びたしにする。ヤマブドウの果実の搾りかすを使ってダイコンやカブを漬けると、きれいなブドウ色の漬物が出来上がる。
栽培化にあたり、系統選抜や栽培種などとの交配による品種改良もみられる。例えば、山形県では、大きな果房をつけ、裂果も少なく病気も強い「Y0」「Y1」「Y2」系統が選別された。また、岩手県では、「涼実紫（すずみむらさき）一号」などが選別され、品種登録もなされた。山梨大学では、ワイン用品種であるカベルネ・ソーヴィニヨンと交配した「ヤマソービニオン」を育成、栽培されている。
岡山大学大学院の研究グループのマウス実験でヤマブドウの果汁には皮膚がんの発症を抑制する効果があることが確認されている。
ヤマブドウは、一般的なブドウと比較して、リンゴ酸が5.5倍、ビタミンB6が3倍、鉄分が5倍、カルシウムが4倍、そしてポリフェノールが3倍も含まれている。特に、ヤマブドウ果実の種子や皮に有効成分であるポリフェノールが多く含まれ、その機能性には、天然の抗酸化成分が多く含まれており、糖尿病などの病気や老化の予防に大いに期待されている。主成分であるプロアントシアニジン、レスベラトロール、アントシアニン、カテキンなどの豊富なポリフェノールが大量に含まれており、このヤマブドウ果実搾汁粕から熱水抽出したエキスにはAGEs生成阻害作用が報告されている。糖尿病を誘発させたラットにヤマブドウポリフェノールを配合した餌を1ヵ月間食べさせた実験では、肝臓中3DG、AGEsの生成抑制が報告されている。
なお、日本の酒税法（酒税法第7条、第54条、同法施行令第50条、同法施行規則第13条第3項） では、ヤマブドウは「ブドウ」と見なされる。木の実を使った果実酒は、ホワイトリカーに漬けこんで様々なものが作られているが、ヤマブドウの場合は発酵して酒になるため、酒造免許を持たないものが作ると酒税法違反となる。
埼玉県秩父地方では、ヤマブドウの葉を茶の代用にしたといわれる。

### 道具
ヤマブドウの樹皮（蔓）は、日本では籠を始めとする収納用品などの材料として古くから利用されてきた。山村ではブドウ蔓と呼んで、ハケゴ（籠の一種）、細工物、ロープの代わり活用した。ゴムのように粘性の高い強靭な繊維からなる日本産のヤマブドウの樹皮は、それだけに癖の強い性質でもあり、加工しないままでは極めて使いづらいため、なめし加工を施すことで利用可能な状態にする。北海道のアイヌは、ヤマブドウの樹皮でストゥカㇷ゚・ケㇼ（葡萄蔓の靴）と呼ばれる草鞋を編んで履いていた。儀礼用の冠・サパンペも、ヤマブドウの樹皮を芯にして作る。
現代では籠バッグの（少なくとも日本製のものでは、）最も一般的に使われる材料であり、製品は「やまぶどう籠バッグ」「山葡萄かご」などと呼ばれて市販されている。樹皮のところどころに自然のままに残る皮目を、あえて加工せずに野趣あふれるデザインとして活かす場合もある。

### 民間療法
長野県北部にはヤマブドウを使った伝統の民間療法が残っている。茎をつぶして、虫刺され時に塗る。葉は噛んで蜂刺されに塗り、果実は貧血によいという。